# Brachythecium nitidulum
Brachythecium nitidulum là một loài Rêu trong họ Brachytheciaceae. Loài này được (Broth.) Nog. mô tả khoa học đầu tiên năm 1980.